# Gigantyczny Teleskop Magellana
Ten artykuł dotyczy przyszłego wydarzenia. Informacje w nim zawarte mogą się zmienić wraz z pojawieniem się nowych faktów, a początkowe doniesienia mogą być niepewne. Ostatnie aktualizacje tego artykułu mogą nie odzwierciedlać najbardziej aktualnych informacji.
Gigantyczny Teleskop Magellana (GMT) – projekt naziemnego teleskopu optycznego, który ma zostać ukończony w 2029 roku. Jego główne zwierciadło będzie składało się z siedmiu segmentów, każdy o średnicy 8,4 m, co pozwoli uzyskać rozdzielczość odpowiadającą pojedynczemu zwierciadłu o średnicy 24,5 m. Teleskop ten ma umożliwić obserwacje z rozdzielczością 10 razy lepszą niż Kosmiczny Teleskop Hubble’a. Koszt przedsięwzięcia wynosi prawie 1 miliard USD.
Projekt jest na wstępnym etapie budowy. W lipcu 2019 roku pięć z siedmiu segmentów głównego zwierciadła było już odlanych. Odlewanie siódmego rozpoczęto w 2023 roku.

## Lokalizacja
Teleskop zostanie wybudowany na wysokości 2514 m n.p.m. w Obserwatorium Las Campanas, w którym znajdują się obecnie Teleskopy Magellana. Miejsce to, położone w górach na terenie pustyni Atakama wyróżnia się bardzo małym zanieczyszczeniem powietrza i zanieczyszczeniem świetlnym jak i wysoką stabilnością atmosfery. Dzięki temu jest jednym z najlepszych miejsc na Ziemi do prowadzenia obserwacji astronomicznych.

## Budowa teleskopu

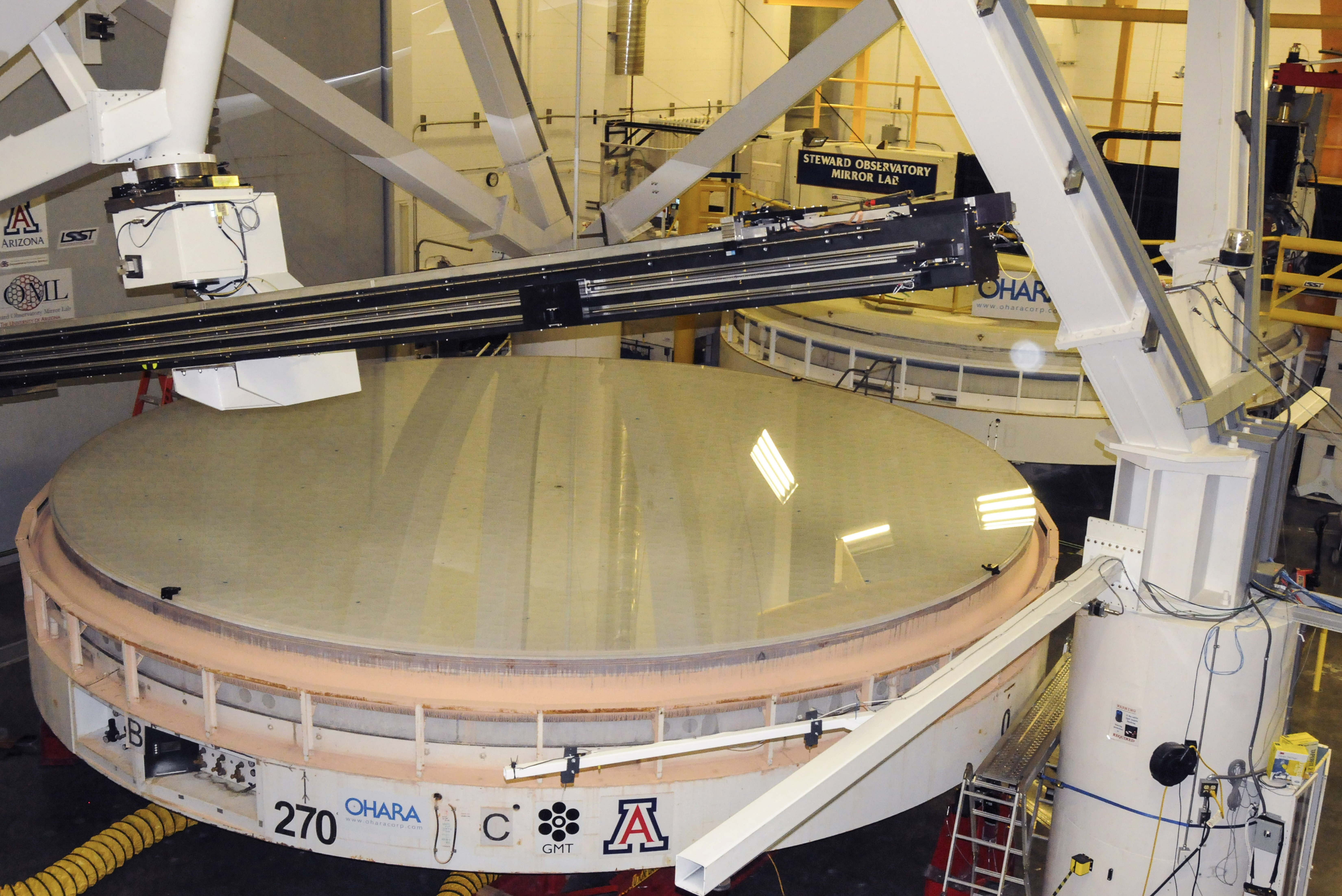
Jedno ze zwierciadeł teleskopu GMT w laboratorium Steward Mirror Lab.

Porównanie wielkości i budowy zwierciadeł największych obecnych i planowanych teleskopów. Gigantyczny Teleskop Magellana na dole diagramu.

Teleskop będzie składał się z siedmiu największych w historii zwierciadeł, każde o średnicy 8,417 m. Jedno zwierciadło będzie znajdowało się w centrum, a sześć pozostałych symetrycznie wokół niego. Problemem w takim ułożeniu jest to, że sześć zewnętrznych zwierciadeł nie będzie miało osi symetrii, co oznacza konieczność użycia specjalnych metod szlifowania i testowania.
Każde zwierciadło tworzone jest z 17 ton szkła i po odlaniu musi stygnąć około pół roku, a następnie zostać oszlifowane z dokładnością do 20 nanometrów. Opracowanie i przetestowanie procedury szlifowania pierwszego zwierciadła (niesymetrycznego) trwało ponad 6 lat, zanim zaakceptowano ostateczny rezultat i zatwierdzono szlifowanie kolejnych. Obecnie, w związku z dopracowaniem procedur i przetestowaniu na pierwszym zwierciadle, proces trwa krócej. Wszystkie odlewane i szlifowane są w Uniwersytecie Arizony.
Teleskop będzie wykorzystywał optykę adaptatywną do poprawienia jakości obrazu.
Choć w zamierzeniu teleskop ma posiadać 7 zwierciadeł, może rozpocząć funkcjonowanie już przy 4.

## Organizacje
W skład korporacji budującej GMT wchodzą:
- Uniwersytet Harvarda
- Uniwersytet Chicagowski
- Carnegie Institution for Science
- Smithsonian Astrophysical Observatory
- Texas A&M University
- Uniwersytet Arizony
- Uniwersytet Stanu Arizona
- Uniwersytet Teksański w Austin
- Australijski Uniwersytet Narodowy
- Astronomy Australia Limited
- Korea Astronomy and Space Science Institute (KASI)
- The São Paulo Research Foundation (FAPESP)

## Postęp prac
- 2005 – odlanie pierwszego zwierciadła[11].
- Styczeń 2012 – odlanie drugiego zwierciadła[11].
- Październik 2012 – ukończono szlifowanie pierwszego zwierciadła[12].
- Sierpień 2013 – odlanie trzeciego zwierciadła[9].
- Wrzesień 2015 – odlanie czwartego (centralnego) zwierciadła[13].
- 11 listopada 2015 – uroczystość wmurowania kamienia węgielnego[14].
- Listopad 2017 – odlanie piątego zwierciadła[15].
- Lipiec 2018 – rozpoczęto prace ziemne na miejscu budowy teleskopu[16].
- Czerwiec 2019 – ukończono szlifowanie drugiego zwierciadła[6].
- Wrzesień 2023 - rozpoczęto odlewanie siódmego zwierciadła[7]